# Кралство Хиджаз
Хашемитско кралство Хиджаз (на арабски: المملكة الحجازية الهاشمية, Ал Мамляка Ал-Ḥijāzyah Ал-Hāshimīyah) е историческо държавно формирование (1916 – 1925) в региона Хиджаз в Близкия Изток, управлявано от Хашемитската династия. То получава независимост след поражението на Османската империя по време на Първата световна война, когато по време на Арабското въстание шарифът Хюсейн ибн Али (управител на Хиджаз и традиционен управител на свещените градове Мека и Медина) се съюзява с британските имперски сили срещу османските войски на Арабския полуостров.
Новото кралство просъществува до 1925 г. когато е превзето от Ибн Сауд, покорил съседното на него султанство Наджд и се създава Кралство Хиджаз-Наджд.
На 23 септември 1932 г. Кралство Хиджаз-Наджд, управлявано от саудитите – доминиращи в Ал Хаса и Куатиф – става част от новосъздадената Саудитска Арабия. 

## История
Султаните на Османската империя назначават официални управители, известни като шарифи на Мека. По традиция ролята се дава на член на Хашемитите, но султаните обикновено се възползвали от вътрешните съперничества в династията, така че избраният шариф да не придобие твърде голяма власт.
С началото на Първата световна война през 1914 г., султанът в ролята си на халиф, обявява джихад срещу силите на Съюзниците. Англичаните се надяват да привлекат шариф Хюсеин като техен съюзник и да го подкрепят като алтернативен на султана религиозен владетел. Англичаните вече са сключили редица договори с други арабски лидери в региона, за да предотвратят използването на Хиджаз като база за атаки срещу техните кораби, пътуващи от и до Индия. Шарифът отначало е предпазлив, но след като установява, че османците планират да го отстранят, и може би и да го убият, се съгласява да подкрепи англичаните, ако те му помогнат в широкообхватно арабско въстание и след това за създаването на независима арабска държава. След като османците екзекутират редица арабски националистически лидери в Дамаск и Бейрут, Хиджаз въстава и постига съкрушителна победа над османците, но не успява да ги прогони напълно (Медина остава под техен контрол).
През 1916 година, шариф Хюсеин Бин Али се провъзгласява за крал на Хиджаз, като негова армия участва в помощ на други арабски въстаници и Британската империя и прогонва турците от Арабския полуостров.
Англичаните обаче преди това са обещали на Франция тогавашна Сирия (днешните Сирия и Ливан) и не са в състояние да изпълнят договореното. Въпреки това, в крайна сметка те създават хашемитски кралства в Йордания и Ирак (във форма на протекторати). Хюсеин отказва да сключи договор за приятелство с англичаните, които след това избират да не се намесят, когато друг английски съюзник – Абдул Азиз бин Сауд – нахлува и завладява Хиджаз, правейки го през 1932 г. част от Саудитска Арабия.

## Хиджазки владетели
- Хюсеин бин Али (10 юни 1916 – 3 октомври 1924)
- Ал бин Хюсеин (3 октомври 1924 г. – 19 декември 1925)